# Jonathan Davies (rugby à XV, 1988)
Pour les articles homonymes, voir Jonathan Davies et Davies.

a Compétitions nationales et continentales officielles uniquement.

b Matchs officiels uniquement.
Dernière mise à jour le 25 février 2025.
Jonathan Davies, né le 5 avril 1988 à Solihull (Angleterre), est un joueur international gallois de rugby à XV évoluant au poste de centre. Il est également un membre des Lions britanniques, sélection avec laquelle il remporte la tournée 2013 en Australie.
Son frère, James Davies, est également un joueur international gallois de rugby à XV et à sept, avec qui il a évolué chez les Scarlets.

## Biographie

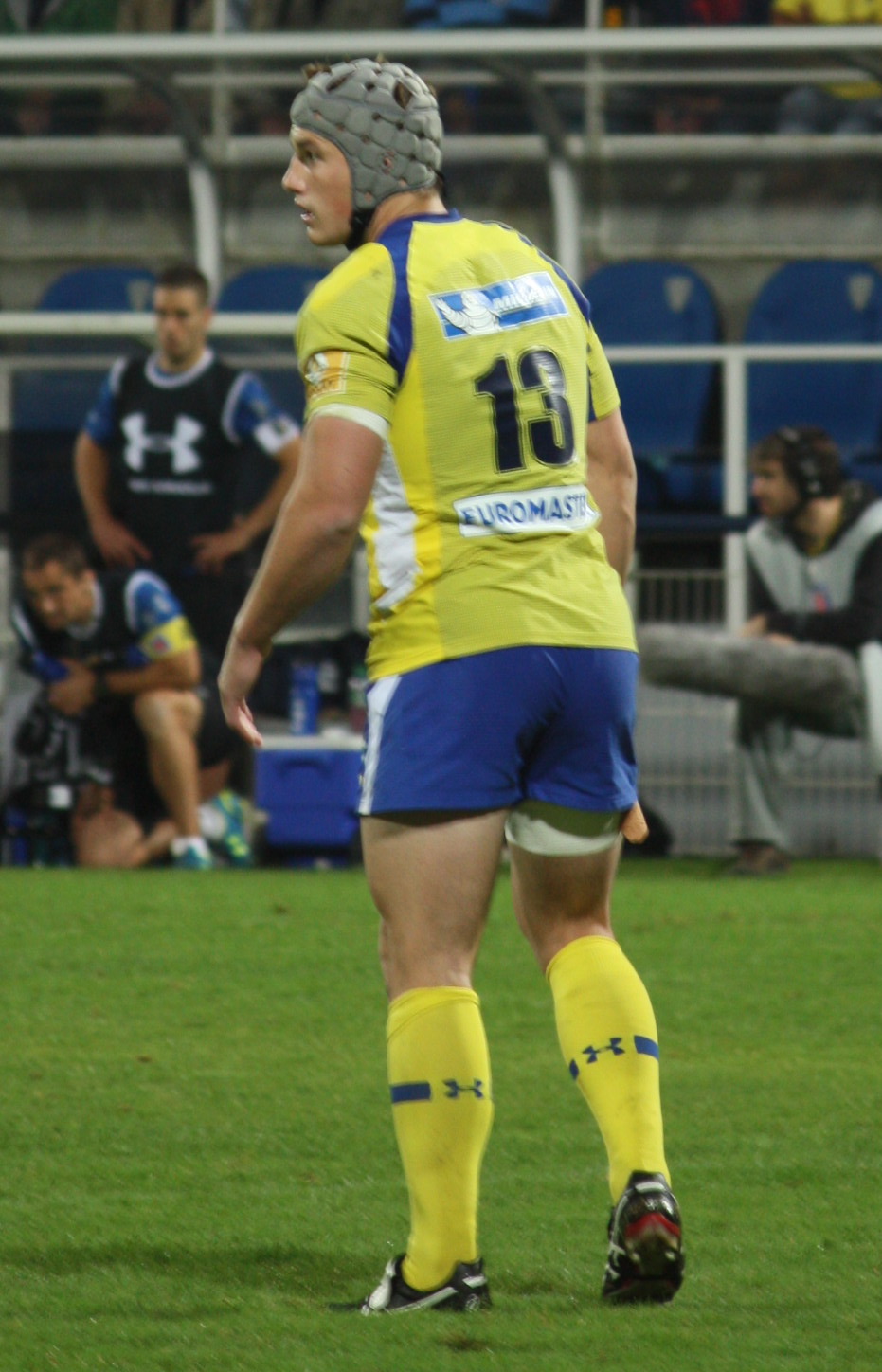
Jonathan Davies sous le maillot de l'ASM Clermont Auvergne en août 2014

Jonathan Davies naît en 1988 à Solihull en Angleterre, de parents gallois. La famille s'installe lorsqu'il est encore très jeune à Bancyfelin, un petit village situé dans les Galles de l'Ouest. Il est scolarisé à la Dyffryn Taf Comprehensive School (Whitland), avant de poursuivre ses études en étudiant le Sport à l'université Trinity College de Carmathen. Son frère cadet, James Davies, est également joueur de rugby professionnel depuis 2014 au sein de l'équipe des Scarlets, au poste de troisième ligne aile, et il est également membre de l'équipe nationale galloise de rugby à sept. Il a également une sœur.

## Carrière en club
Jonathan Davies commence à jouer au rugby dans les équipes de jeunes du club des Scarlets. Il fait ses débuts professionnels à 19 ans, avec le club de Llanelli RFC, avant de rejoindre l'équipe senior de la province des Llanelli Scarlets en 2006.
Il joue son premier match avec la province galloise le 11 août 2006, face aux Northampton Saints. Il lui faudra cependant attendre six matches avant de marquer son premier essai, le 28 septembre 2007, contre le Connacht.
Il devient capitaine de l’équipe pour la saison 2013-2014, en compagnie du troisième-ligne aile Rob McCusker.
Il signe en novembre 2014 un contrat de deux ans (plus une saison en option) avec l’ASM Clermont-Auvergne. À la suite d'une blessure à un muscle pectoral, contractée lors d’un test-match avec l’équipe galloise contre l'Afrique du Sud, son adaptation dans son nouveau club est plutôt compliquée et ses performances sont un peu en dessous des attentes.
Il signe un contrat avec sa fédération, fin 2015, ainsi qu'avec son ancienne province des Scarlets, qui prend effet au début de la saison 2016-2017 de Pro12.
En octobre 2024, il annonce mettre un terme à sa carrière de joueur professionnel.

## Carrière internationale
Il commence sa carrière avec les moins de 20 ans du Pays de Galles, et participe au premier Championnat du monde des moins de 20 ans organisée au pays de Galles en 2008. Il compte 5 sélections avec l’équipe junior et a marqué un essai.
Il est appelé pour la première fois par Warren Gatland, le sélectionneur du pays de Galles en 2009, pour participer à la tournée d’été en Amérique du Nord, et il connaît sa première sélection avec le XV du Poireau face au Canada le 30 mai 2009 (victoire galloise 22-32). Il marque ensuite deux essais lors du second match de la tournée face aux États-Unis (victoire galloise 15-48).
Grâce à ses bonnes performances en clubs il fait partie de la liste des 29 appelés pour participer aux tests-matches de novembre en 2009. Il est ainsi remplaçant lors du match contre la Nouvelle-Zélande le 7 novembre  et les Samoa et six jours plus tard. Lors de ce dernier match, il rentre en jeu dès la 49e minute pour remplacer Tom Shanklin qui sort sur blessure. Il est alors associé à Jamie Roberts au centre de l’attaque, et la paire de centres réalise un match solide. C’est cependant sur une de ses erreurs que l’Argentine réussit à marquer un essai par l’intermédiaire de Martin Rodriguez. Pour le dernier match de la tournée, alors qu’il est de nouveau sur le banc il remplace prématurément l’ailier Leigh Halfpenny, et passe alors la match à l’aile, poste qui n’est pas le sien.
Le 18 janvier 2010, son nom fait partie de la liste du groupe de 35 joueurs appelés pour préparer le Tournoi. Pourtant il ne figure sur aucune des feuilles de match du Tournoi. Il fait son retour dans la sélection galloise lors de la tournée d’été en remplaçant Jamie Roberts pour les dix dernières minutes du premier test-match contre les All Blacks. Pour le second test-match il prend la place d’Andrew Bishop, blessé, et est de nouveau aligné avec Jamie Roberts.
Le 21 octobre 2010, il est de nouveau appelé pour intégrer la sélection galloise en vue des tests d'automne, mais il ne jouera aucune des confrontations, subissant la concurrence de James Hook, Tom Shanklin et Andrew Bishop.
Il rejoint de nouveau les Diables rouges pour participer aux matches de préparation en vue de l'édition 2011 de la Coupe du Monde de rugby, et effectue ainsi le stage de préparation à Spala en Pologne. Il est titulaire au centre de l'attaque lors de le double confrontation face à l'Angleterre et du match contre l'Argentine (matches préparatoires).
Lors de la Coupe du monde, il participe à chacun des matches du XV gallois, du premier match contre l'Afrique du Sud, au match décisif pour la troisième place face à l'Australie (défaite galloise), enchaînant les bonnes performances aux côtés de Jamie Roberts, et se révélant au grand public.
Quatre ans après ses débuts internationaux, il est appelé pour intégrer l'équipe des Lions britanniques lors de leur tournée en Australie en 2013. Sa titularisation au profit de Brian O'Driscoll pour le troisième test fait couler beaucoup d'encre : il devait s'agir de la dernière apparition du centre irlandais avec les Lions. Le résultat du match donne finalement raison au sélectionneur, les Lions britanniques remportant une victoire convaincante, ce qui leur permet de remporter la série.
Il continue d’enchaîner les sélections avec les Diables rouges, étant devenu titulaire indiscutable, avec cinq titularisations lors de l'édition 2015 du Tournoi des Six Nations.
Lors du match opposant l'Italie au pays de Galles lors de la deuxième journée du Tournoi Des Six Nations 2019, il est nommé capitaine de l'équipe.

## Divers
Il fait partie des contributeurs du site Sky Sports, et évoque dans ses tribunes son expérience en France et les matches de l’équipe nationale galloise.
Lui et son frère sont de grands supporters de Manchester United et possèdent même un abonnement.
Il est présent lors de l'agression de Zac Guildford dans le centre-ville de Clermont-Ferrand, la nuit du 6 au 7 septembre 2014. Il en est sorti indemne.

## Statistiques en équipe nationale
Au 10 juillet 2023, Jonathan Davies compte 96 sélections avec le pays de Galles, dont 91 en tant que titulaire. Il totalise 80 points, 16 essais. Il obtient sa première sélection le 30 mai 2009 à Toronto contre le Canada.
Il participe à treize éditions du Tournoi des Six Nations, en  2009, 2011, 2012, 2013, 2014, 2015, 2016, 2017, 2018, 2019, 2020, 2021 et 2022. 
Il participe à la Coupe du monde 2011, disputant sept rencontres, face à l'Afrique du Sud, les Samoa la Namibie, les Fidji, l'Irlande, la France et l'Australie. Il prend également part à l'édition 2019, disputant cinq rencontres contre la Géorgie, l'Australie, les Fidji, l'Afrique du Sud et la Nouvelle-Zélande.
Jonathan Davies participe à deux tournées des Lions britanniques et irlandais, en 2013 en Australie, où il dispute sept rencontres, dont les trois tests, tous en tant que titulaire, face aux Wallabies. En 2017, en Afrique du Sud, où il dispute les trois tests en tant que titulaire. Au total, il dispute six tests sous le maillot rouge des Lions.

## Palmarès

### En club
- Finaliste de la Coupe anglo-galloise en 2006 avec les Llanelli Scarlets.
- Finaliste de la Coupe d'Europe en 2015 avec l'ASM Clermont Auvergne.
- Finaliste du Championnat de France en 2015 avec l'ASM Clermont Auvergne.
- Vainqueur du Pro12 en 2017 avec les Scarlets.
- Finaliste du Pro14 en 2018 avec les Scarlets.

### En sélection nationale
- Vainqueur du Tournoi des Six Nations en 2012 (Grand Chelem), 2013, 2019 et 2021 avec le pays de Galles.

### Distinctions personnelles
- Meilleur joueur de la Tournée des Lions britanniques et irlandais en 2017.